# میدان نفتی بقیق
میدان نفتی بقیق (به عربی: حقل بقيق) از میادین نفتی عربستان سعودی است، که در استان شرقی این کشور قرار دارد. میدان بقیق در سال ۱۹۴۰ کشف شد. میزان ذخیره درجای نفت خام این میدان بالغ بر ٢٢ میلیارد بشکه برآورد می‌شود. ظرفیت تولید میدان نفتی بقیق به‌طور میانگین ۴۰۰ هزار بشکه در روز است. میدان بقیق همچون سایر میادین مستقر در کشور عربستان سعودی، متعلق به شرکت سعودی آرامکو می‌باشد.